# 騎射三物
騎射三物（きしゃみつもの）とは、武士の騎射稽古法を指し、犬追物・笠懸・流鏑馬の三種を指す。平安時代〜鎌倉時代に成立した。

## 概要
武士の騎射戦法は、蝦夷が狩猟やヤマト王権（大和）との戦闘で用いた乗馬・騎射の技術が源と考えられている。大和へ帰服した蝦夷は俘囚となり各国へ移配され、和人へ技術が伝わった。さらに和人伝統の長弓を騎乗で使いこなすよう戦闘技術を磨き、武芸および武士の起源となった。また平安時代中期に現在の和弓となった。
平安時代頃から騎馬は武士（諸大夫と侍）と郎党にのみに正式に許されたこともあり、『弓馬の道』である騎射が武芸の中でも最高位のものとされ、実践的な鍛錬として騎射三物が行われるようになった。
近代までにそれぞれ独立した競技、儀礼的神事として作法や規則が整備された。

## 犬追物

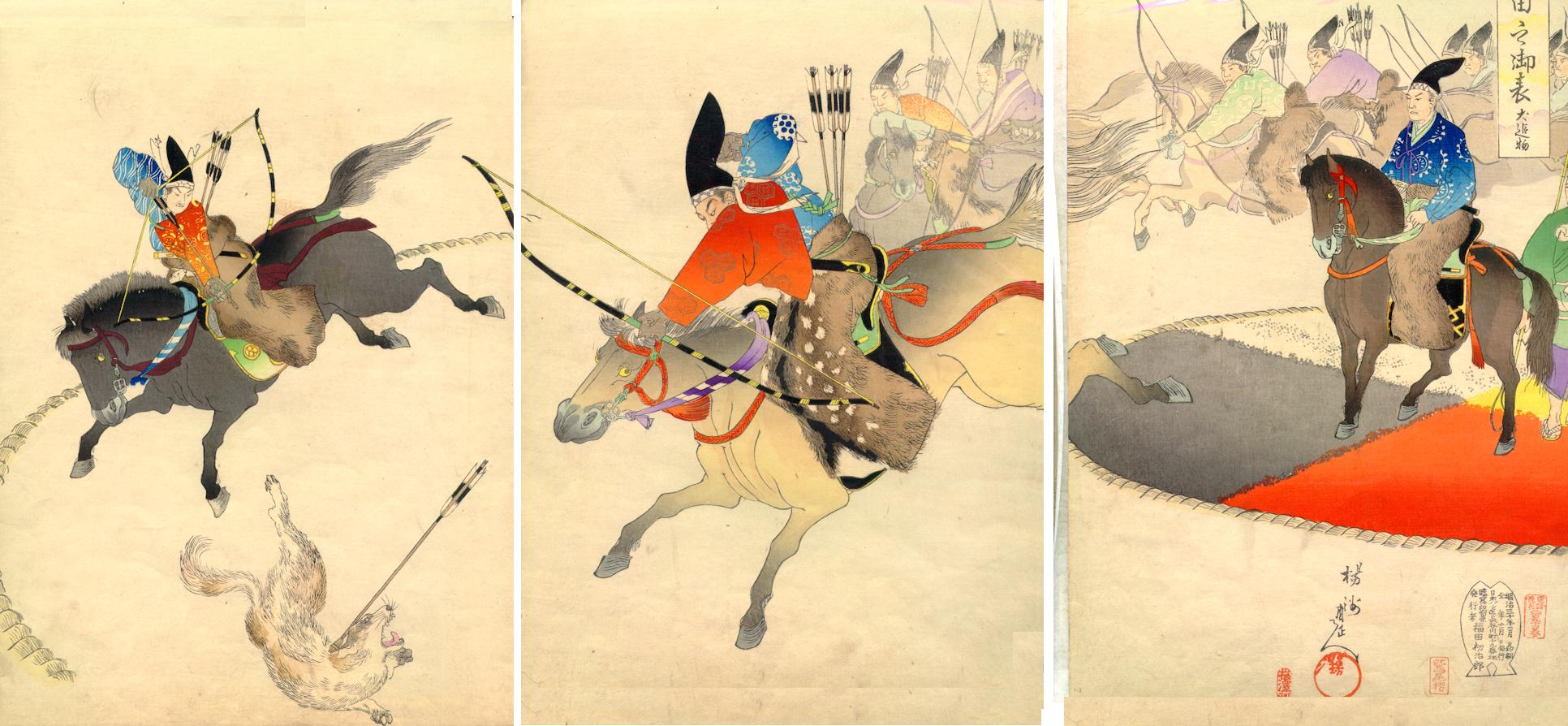
犬追物

40間（約73m）四方の馬場に、1組12騎として3組、計36騎の騎手、検分者（審判）を2騎、喚次役（呼び出し）を2騎用意し、犬150匹を離しその犬を追いかけ何匹射たかを競う。矢は神頭矢と呼ばれる刃の付いていない矢を使用する。手間や費用がかかる事、動物保護の観点から現在では行われていない。

## 笠懸

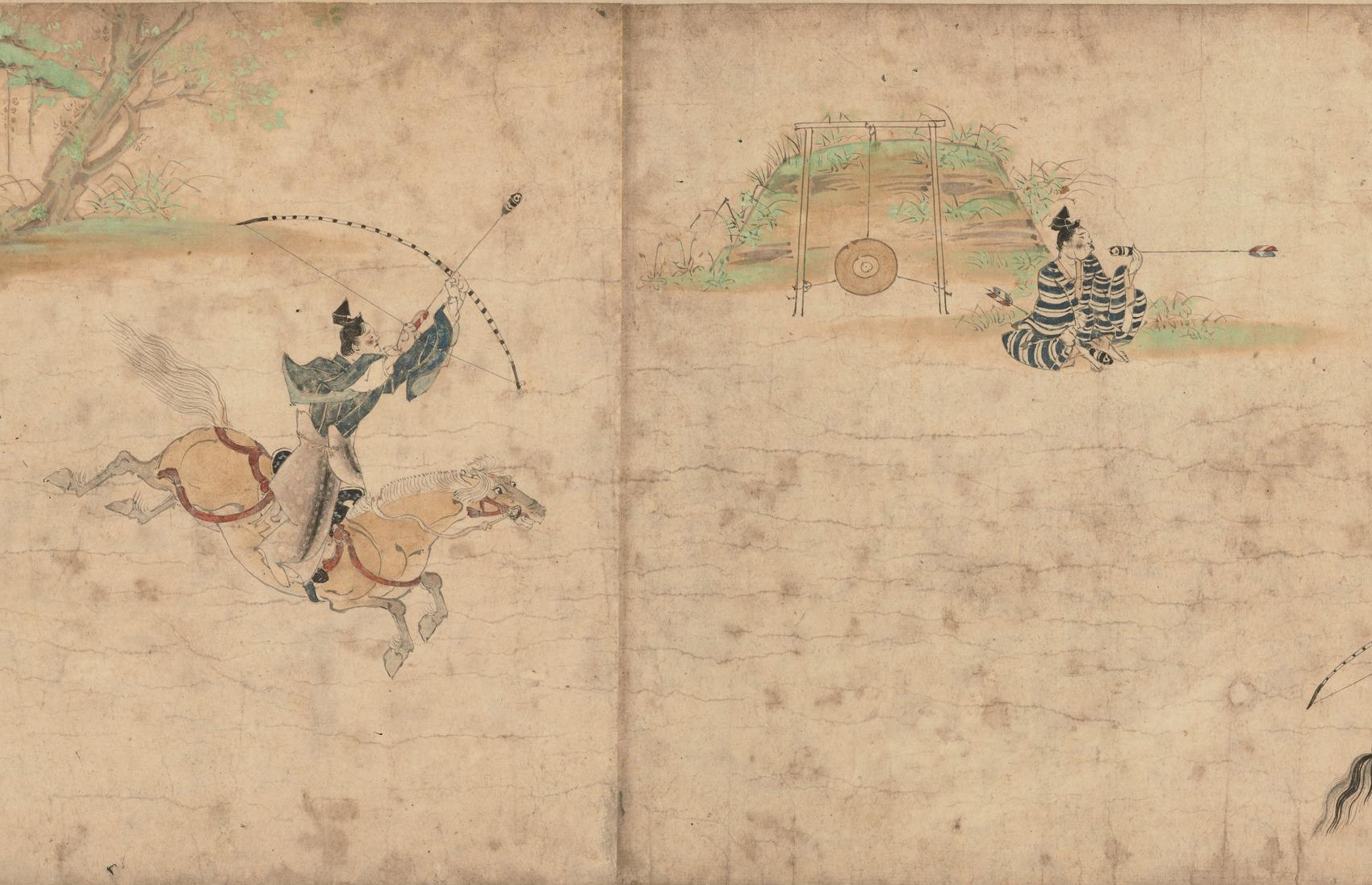
笠懸

的の配置に左右、高低、大小と変化を付けた的を馬を疾走させつつ射抜く。流鏑馬より難易度が高く、より実戦的である。

## 流鏑馬

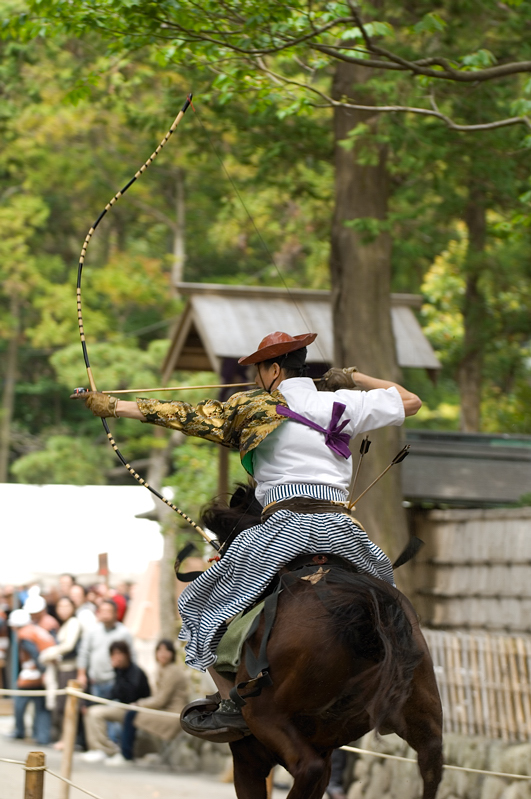
流鏑馬

距離2町（約218m）の直線馬場に、騎手の進行方向左手に3つの的を用意する。騎手は馬を全力疾走させながら3つの的を連続して射抜く。現在でも日本各地の流鏑馬神事として行われている。